# Моманд
Моманд (пушту  مہمند ‎, англ. Mohmand) — группа афганских и пуштунских племён Афганистана и Пакистана.
Ориентировочная численность на 1970 год около 300 тысяч человек. Язык — диалект восточного пушту. Религия — мусульмане-сунниты. Моманд делятся на верхних (горные моманды, основное занятие — земледелие и скотоводство) и низинных (равнинные моманды, основное занятие — земледелие).

## Известные представители
- Абдуррахман Моманд (1632—1706) — один из самых популярных и, возможно, самый известный афганский поэт-суфий; также известен как Рахман Баба
- Абдулхамид Моманд (1660—1732) — афганский поэт, переводчик, последователь «индийского стиля» в поэзии
- Аймал Хан Моманд — Афганский вождь, сражавшийся с Империей Великих Моголов
- Абдул Ахад Моманд (1959) — космонавт-исследователь космического корабля «Союз ТМ-6» («Союз ТМ-5») и орбитального научно-исследовательского комплекса «Мир»; первый и единственный космонавт Республики Афганистан, капитан афганских ВВС
- Мохаммад Гуль Хан Моманд — Офицер афганской армии во время англо-афганской войны за независимость 1919 года
- Рустам Шах Моманд — Главный секретарь СЗПП а также был послом Пакистана в Афганистане
- Джамшаид Хан Моманд — член провинциального собрания Хайбер-Пахтунхвы
- Зейн Хан Сирхинди (Моманд) — Назначен губернатором провинции Сирхинд Ахмад-шах Дуррани (Абдали) и погиб в битве при Сирхинде (1764 г.)